# Hemläkare
Hemläkare är en läkare som genomför hembesök till patienter med behov av vård i hemmet, men är inte en del av hemsjukvård eller andra riktande vårdinsatser av till exempel multisjuka med vård i hemmet. Hemläkare är en relativt ny vårdform i Sverige för lättare vård i hemmet och är en del av primärvården med syfte att avlasta vårdcentraler och akutsjukvård. Hemläkare utför samma vård som en vårdcentral: undersökning, rådgivning, behandling, remiss, sjukintyg och förskrivning av recept och faller huvudsakligen inom området allmänmedicin. 
Under coronaviruspandemin har antalet hembesök inom primärvården ökat.